# Ramón Calderón
José Ramón Calderón Ramos (sinh ngày 26 tháng 5 năm 1951 ở Palencia, Tây Ban Nha) là một luật sư, cựu chủ tịch của câu lạc bộ bóng đá Tây Ban Nha Real Madrid.

## Cuộc sống và sự nghiệp
Calderon được bầu làm chủ tịch của Real ngày 2 tháng 7 năm 2006, giành được chiến thắng với 8344 phiếu bầu trong khi Juan Palacios xếp hạng nhì với 8098 phiếu bầu. Sau khi thảo luận với giám đốc bóng đá của mình, Predrag Mijatovic, Calderon đã thuê Fabio Capello là ông bầu câu lạc bộ, sau khi đã xem xét chọn Bernd Schuster, ông bầu của Getafe.
Trong số các lời hứa khi ông tranh cử là việc ký hợp đồng với Arjen Robben từ Chelsea, Cesc Fàbregas từ Arsenal và Kaká từ AC Milan. Ông chỉ thành công với Robben.
Ngày 19 tháng 7 năm 2006, ông đã thông báo hai vụ ký hợp đồng với Fabio Cannavaro và Emerson; cả hai đều từ Juventus với giá trị lên đến 20 triệu Euro.
Ông đã ký hợp đồng với Ruud van Nistelrooy từ Manchester United và Mahamadou Diarra từ Olympique Lyon cũng như hứa sẽ ký với Arjen Robben từ Chelsea. Ông đã ký hợp đồng thuê một năm với José Antonio Reyes từ Arsenal đến Real Madrid để đổi lấy Júlio Baptista. Trước khi bắt đầu mùa giải 2008/2009, ông đã cố gắng đưa Cristiano Ronaldo đến với câu lạc bộ mình nhưng không thành công.
Ngày 16 tháng 1 năm 2009, ông đã từ chức chủ tịch Real Madrid sau các cáo buộc gian lận phiếu xác nhận ngân sách. Ông bị thay bởi phó chủ tịch Vicente Boluda.